# Кольт Уокер
Кольт Уокер (англ. Colt Walker) — шестизарядный револьвер 44-го калибра общей длиной 390 мм с длиной ствола 230 мм и усовершенствованными ударно-спусковым механизмом и спусковой скобой. Разработан Сэмюэлем Уокером и изобретателем Сэмюэлем Кольтом. Реплики этого револьвера,
как и другого оружия того времени, сейчас производятся несколькими фирмами в Европе и Америке.

## История
Револьвер Кольт Уокер образца 1847 года был создан на основе первых чертежей для Кольта Патерсона. Бывший капитан техасских рейнджеров Сэмюел Гамильтон Уокер обратился к Кольту с предложением разработать револьвер, из которого было бы удобно стрелять, находясь на лошади. Заказ на производство первой партии поступил в январе 1847 года. Первые 180 штук получил сам Сэмюэль Уокер для своей армии рейнджеров. В 1848 году американо-мексиканская война, в которой массово использовался кольт, была окончена. В одном из боев Сэмюэль Уокер погиб. Число заказов на изготовление Кольта Уокера резко сократилось. Оригинальных моделей револьвера до нашего времени дошло достаточно мало. Один из револьверов в 2008 году был продан на аукционе по рекордной для оружия цене — за 920 тыс. долларов.

## Характеристики
Рамка пистолета сконструирована таким образом, чтобы придать револьверу обтекаемую эргономичную форму. На её нижней части, постепенно понижающейся в рукоятке, находится небольшая спусковая скоба. Рукоятка посажена достаточно низко, так что линия прицеливания находится намного выше держащей оружие руки. Сама рукоятка расширяется книзу, благодаря чему револьвер надежно сидит в руке. Кольт Уокер представляет собой капсюльный шестизарядный револьвер с открытой рамкой, 44-го калибра, общей длиной 15,5 дюймов (375 мм), весом 4,75 фунтов (около 2,5 кг.), усовершенствованными ударно-спусковым механизмом и спусковой скобой. Имеет пороховой заряд 60 гран (3,9 г.) в каждой каморе. Это вдвое больше, чем типичный заряд при использовании чёрного пороха в других револьверах. Зарядка револьвера осуществляется с дульной части камор — порохом и пулей (круглой или конической), или готовым патроном в бумажной гильзе. Прицельные приспособления — мушка и целик, расположенный на верхней части курка. Дальность стрельбы составляет 100 ярдов (примерно 91,4 метра). В наше время, исходя из его калибра и веса, этот револьвер можно было бы отнести к классу охотничьего оружия, такого например, как самозарядный пистолет Desert Eagle.